# HTML Tidy
HTML Tidy ist eine Software, die dabei hilft, ungültige HTML-Tags zu erkennen und diese Fehler durch Entfernen bzw. Einfügen der fehlenden Tags zu beheben. Entwickelt wurde das Programm ab Ende der 1990er Jahre von Dave Raggett (W3C), später wurde es ein SourceForge- und schließlich ein GitHub-Projekt. Der Quelltext ist in ISO-C geschrieben und steht unter der W3C-Lizenz.